# 考課令
考課令（こうかりょう）は、令の篇目の1つ。養老令では第14番目に位置しており、全75条からなる。『大宝令』では考仕令と称されていた。
唐の考課令を継承したもので、『飛鳥浄御原令』の考仕令が、『大宝令』で考仕令と選任令とに分かれたものである。内外文武官の一年間の功過行能を調べ、叙位・昇任を決める考課にまつわる規定であり、選叙令と合わせて、官人の人事制度として機能し、律令制下の古代日本の官僚制を支えた篇目である。
諸司の長官（長官がいない場合は次官）による所属官吏の勤務評定として、長官は1年間の功過行能を記録し、本人に読み聞かせた上で、考第を決め、「考文」として太政官に報告する。その際の基準としての「善」および「最」の制度が重視され、それぞれ何点を得たかによって、長上・分番・帳内・資人・国司・郡司など役職によって異なる評価の基準が定まる。そのほか、犯罪による評定の下降、本主による家令の勤務評定、官吏登用試験の方法と事務手続きなどを定めている。